# Lista de prefeitos de Ibaté
Esta é a lista de prefeitos e vice-prefeitos do município de Ibaté, estado brasileiro de São Paulo.
| Nº      | Prefeito                       | Partido  | Vice-prefeito                                              | Início do mandato       | Fim do mandato          | Observações                                                                                        |
| 1       | Donato Rossito                 | PSP      | Júlio Donatoni                                             | 1º de janeiro de 1956   | 31 de dezembro de 1959  | Prefeito e vice eleitos em sufrágio universal                                                      |
| 2       | Dagnino Rossi                  | PSP      |                                                            | 1º de janeiro de 1960   | 31 de dezembro de 1963  | Prefeito eleito em sufrágio universal                                                              |
| 3       | Donato Rossito                 | ARENA    |                                                            | 1º de janeiro de 1964   | 1966                    | Prefeito eleito em sufrágio universal                                                              |
| 4       | Nelson Rodrigues               | ARENA    | —                                                          | 1967                    | 31 de janeiro de 1969   | |
| 5       | Maximiano Martins              | ARENA    |                                                            | 1º de fevereiro de 1969 | 31 de janeiro de 1973   | Prefeito eleito em sufrágio universal                                                              |
| 6       | Nelson Rodrigues               | ARENA    |                                                            | 1º de fevereiro de 1973 | 31 de janeiro de 1977   | Prefeito eleito em sufrágio universal                                                              |
| 7       | Mauro Antonio da Costa Telles  | ARENA    |                                                            | 1º de fevereiro de 1977 | 28 de fevereiro de 1983 | Prefeito eleito (mandato prorrogado até 31/01/1983 pela Emenda Constitucional n° 14 de 09/11/1980) |
| 8       | Clodocir Antonio Guaraty       | PDS      |                                                            | 1º de março de 1983     | 31 de dezembro de 1988  | Prefeito eleito (mandato prorrogado até 31/12/1988 "nova Constituição" de 1988)                    |
| 9       | Mauro Antonio da Costa Telles  | PTB      |                                                            | 1º de janeiro de 1989   | 31 de dezembro de 1992  | Prefeito eleito em sufrágio universal                                                              |
| 10      | Thomaz Ângelo Rocitto Neto     | PMDB     |                                                            | 1º de janeiro de 1993   | 31 de dezembro de 1996  | Prefeito eleito em sufrágio universal                                                              |
| 11      | Jorge Hermes Guimarães         | PL       | Alcides Gioia da Silva (PPB)                               | 1º de janeiro de 1997   | 31 de dezembro de 2000  | Prefeito e vice eleitos em sufrágio universal                                                      |
| 12      | Thomaz Ângelo Rocitto Neto     | PMDB     | Claudocir Guaraty (PSD)                                    | 1º de janeiro de 2001   | 31 de dezembro de 2004  | Prefeito e vice eleitos em sufrágio universal                                                      |
| 13      | José Luiz Parella, Zé Parrella | PCdoB    | Izaias Regolão (PFL)/(DEM)                                 | 1º de janeiro de 2005   | 31 de dezembro de 2008  | Prefeito e vice eleitos em sufrágio universal                                                      |
| 13      | José Luiz Parella, Zé Parrella | PSDB     | Izaias Regolão (PFL)/(DEM)                                 | 1º de janeiro de 2009   | 31 de dezembro de 2012  | Prefeito e vice reeleitos em sufrágio universal                                                    |
| 14      | Alessandro Magno Melo Rosa     | PSDB     | Horácio do Carmo Sanchez (PSDB)                            | 1º de janeiro de 2013   | 20 de junho de 2013     | Prefeito e vice eleitos em sufrágio universal afastados de seus cargos por decisão judicial        |
| 15      | João Siqueira Filho            | PP       | —                                                          | 20 de junho de 2013     | 10 de novembro de 2013  | Presidente da Câmara como Prefeito interino                                                        |
| 16      | Luciene Spilla Ferrari         | PSDB     | Nelson Santos (PMDB)                                       | 10 de novembro de 2013  | 23 de novembro de 2014  | Prefeita e vice eleitos em sufrágio suplementar em eleições de 06.10.2013                          |
| 17      | Alessandro Magno de Melo Rosa  | PSDB     |                                                            | 24 de novembro de 2014  | 31 de dezembro de 2016  | Prefeito e vice eleitos em sufrágio universal reempossados em seus cargos                          |
| 18 e 19 | José Luiz Parella, Zé Parrella | PSDB/ PL | Horácio Carmo Sanchez (PSDB) Ivani Almeida da Silva (PSDB) | 1º de janeiro de 2017   | 31 de dezembro de 2024  | Prefeito e vice eleitos em sufrágio universal                                                      |
| 20      | Ronaldo Rodrigo Venturi        | PSD      | Damião Rogério de Sousa (PV)                               | 1º de janeiro de 2025   | atual                   | Prefeito e vice eleitos em sufrágio universal                                                      |